# سيلفيا فاولز
سيلفيا فاولز (بالإنجليزية: Sylvia Fowles) مواليد 6 أكتوبر 1985 في ميامي، هي لاعبة كرة سلة أمريكية. بدأت مسيرتها الاحترافية في سنة 2008. تم اختيارها من قبل فريق شيكاغو سكاي خلال الدرافت. تلعب مع فريق مينيسوتا لينكس في دوري الاتحاد الوطني لكرة السلة النسائية كلاعب وسط. وتحمل الرقم 34. يبلغ طولها 6 قدم 6 بوصة (2.0 م). شاركت في دورة الألعاب الأولمبية الصيفية سنة 2008. فازت بلقب دوري المحترفات. شاركت 3 مرات في مباراة كل النجوم.

## المسيرة الاحترافية
لعبت مع شيكاغو سكاي من سنة 2008 إلى 2014، ثم لعبت مع نادي غلطة سراي لكرة السلة للسيدات من سنة 2010 إلى 2013، ثم لعبت مع مينيسوتا لينكس في سنة 2015.

## الميداليات
| الميدالية | المسابقة                                 |
| --------- | ---------------------------------------- |
| ذهبية     | الألعاب الأولمبية الصيفية 2008           |
| ذهبية     | الألعاب الأولمبية الصيفية 2012           |
| ذهبية     | الألعاب الأولمبية الصيفية 2016           |
| ذهبية     | بطولة كأس العالم لكرة السلة للسيدات 2010 |

## روابط خارجية
- سيلفيا فاولز على موقع الاتحاد الدولي لكرة السلة (الإنجليزية)
- سيلفيا فاولز على موقع الاتحاد الوطني لكرة السلة النسائية (الإنجليزية)
- سيلفيا فاولز على موقع كرة السلة الأوروبية.كوم (الإنجليزية)
- سيلفيا فاولز على موقع كلية كرة السلة في سبورتس رفرنس.كوم (الإنجليزية)
- سيلفيا فاولز على موقع ريلجم (الإنجليزية)
- سيلفيا فاولز على موقع بروبوليرز (الإنجليزية)
- سيلفيا فاولز على موقع قاعة مشاهير كرة السلة للسيدات (الإنجليزية)
- سيلفيا فاولز على موقع سبورتس رفرنس (الإنجليزية)
- سيلفيا فاولز على موقع سبورتس رفرنس (الإنجليزية)
- سيلفيا فاولز على موقع اللجنة الأولمبية الدولية (الإنجليزية)